# 大谷地病院
大谷地病院（おおやちびょういん）は、札幌市厚別区にある病院。

## 沿革
- 1971年（昭和46年）：「大谷地病院」開設[2]。
- 1979年（昭和54年）：「医療法人重仁会 大谷地病院」に組織改革[2]。
- 1993年（平成05年）：介護老人保健施設「ナーシングヴィラ大谷地」併設[2][3]。
- 1997年（平成09年）：入院棟新築[2]。
- 1999年（平成11年）：精神科デイケア開始[2]。
- 2000年（平成12年）：指定居宅介護支援事業所・指定訪問看護事業所設立[2]。
- 2002年（平成14年）：アリーナ棟新築[2]。
- 2006年（平成18年）：「介護予防センター大谷地」開設[2]。
- 2008年（平成20年）：退院支援施設（さくら荘）新築[2]。
- 2009年（平成21年）：新外来管理棟完成[2]。
- 2012年（平成24年）：精神科救急入院料（スーパー救急）取得[2]。
- 2014年（平成26年）：就労継続支援（B型）「TetoTe（てとて）」開所[2][4]。
- 2015年（平成27年）：認知症高齢者グループホーム「レガロ大谷地」開設[2][5]。訪問診療開始[2]。

## 診療科等
診療科
- 精神科
- 心療内科
- 内科

外来診療
- 認知症専門外来（もの忘れ外来）

部門
- 看護部
- 薬剤部
- 医療相談室
- 臨床心理部
- 放射線部
- 臨床検査部
- 栄養部
- 事務部

## 施設認定
- 日本認知症学会専門医制度研修認定病院
- 日本精神神経学会専門医制度研修認定病院

## アクセス・駐車場
- 札幌市営地下鉄東西線大谷地駅が最寄駅
- 北海道中央バス（大曲・平岡）「大谷地東5丁目」バス停下車
- 駐車場：あり